# 月 (クルアーン)
『月』(アラビア語: سورة القمر、アル・カマル）とは、クルアーンにおける第54番目の章（スーラ）。55の節（アーヤ）から成る。マッカ啓示に分類される。

## 内容
冒頭の「時は近づき、月は微塵に裂けた。」の語が示唆するように、クライシュ族の破滅について述べられる。

## アラビア語による『月』全文
- アル・クルアーン第54章 『سورة الواقعة（月）』